# Fotbal Club Moldova Boroseni
Il Fotbal Club Moldova Boroseni è stata una squadra di calcio moldava di Borosenii Noi, comune nel distretto di Rîșcani, attiva tra il 1991 e il 1994. Ha partecipato a tre edizioni della Divizia Națională, massima competizione del campionato moldavo di calcio.

## Storia
Il club venne fondato nel 1991. Con l'indipendenza della Moldavia dall'Unione Sovietica e l'organizzazione di un proprio campionato nazionale il club partecipò alla prima edizione del torneo che terminò al decimo posto. La stagione successiva fu la migliore della squadra, dove si classificò al terzo posto. Concluse la Divizia Națională 1993-1994 al penultimo posto, venne retrocesso e si sciolse.

## Palmarès

### Altri piazzamenti
- Campionato moldavo:

Terzo posto: 1992-1993